# An Ocean Between Us
An Ocean Between Us es el cuarto álbum de estudio de la banda de metalcore As I Lay Dying. El álbum debutó en el puesto 8 en el Billboard 200 con ventas cercanas a las 39 500 unidades.

## Lista de canciones
1. "Separation" – 1:15
2. "Nothing Left" – 3:43
3. "An Ocean Between Us" – 4:13
4. "Within Destruction" – 3:54
5. "Forsaken" – 5:15
6. "Comfort Betrays" – 2:50
7. "I Never Wanted" – 4:44
8. "Bury Us All" – 2:23
9. "The Sound of Truth" – 4:20
10. "Departed" – 1:40
11. "Wrath Upon Ourselves" – 4:01
12. "This is Who We Are" – 4:54

## Estilo musical
Este disco presenta muchas más canciones que son cantadas por el nuevo bajista Josh Gilbert en forma limpia (de hecho, sólo 3, sin contar instrumentales, son cantadas en su totalidad por Tim Lambesis), la inclusión de pianos y órganos en "This Is Who We Are", una tendencia, aunque mínima, hacia el thrash metal en canciones como "Within Destruction" y "Comfort Betrays", y solos en "The Sound Of Truth" cumplen con las previas palabras del vocalista: "Para los chicos que siguen nuestra banda y creen saber qué esperar de nosotros, los invito a escuchar este álbum con una mente abierta".

## Créditos
- Producido por Adam Dutkiewicz y As I Lay Dying
- Asistido por Daniel Castleman
- Mezclado por Colin Richardson, excepto Departed mezclado por Daniel Castleman
- Ingieniero de mezcla: Matt Hyde
- Masterizado por Ten Jensen en "Sterling Sound"

## Integrantes de la banda
- Tim Lambesis - Voz
- Jordan Mancino - Batería
- Phil Sgrosso - Piano
- Nick Hipa - Guitarra, coros
- Josh Gilbert - Bajo, Coros